# Битва при Сентині
Битва при Сентині – вирішальна битва часів Третьої самнітської війни, події якої розгорнулися у 295 р. до н.е на території міста Сентин, нині територія у південно-західному напрямку від Анкони. Легендарна римська армія завдала поразки об’єднанню самнітів з галлами.

## Передумови виникнення Самнітських воєн
У перші віки I тисячоліття до н. е. латини, сабіни, вольски, екви, самніти знаходилися на стадії розкладання первіснообщинних відносин, жили в умовах військової демократії. На цій стадії розвитку війна є постійною спільною роботою, яка ведеться заради захоплення об’єктивних умов існування і для зміцнення цих захоплень. Головним об’єктом завоювань була земля. Під час набігів захоплювалися худоба, зброя, будь-яке начиння. З ростом продуктивних сил з’являються надлишки продукції, поширюється патріархальне рабство, збільшується народонаселення. Це призводить до того, що значення війни зростає.
Рим із самого початку воює з сабінами, латинами, етрусками. Спроби оволодіти правобережжям Тибру успіху не мали, але римлянам вдалося перекинути міст через річку. При Анке Марциї римляни поставили під свій контроль гирло Тибру з його соляними розробками, а при останніх царях опанували м. Габії, відняли частину території у вольсків і затвердилися в Південній Лації, заснувавши колонію Сігнію і порт Цирцеї.
Зі встановленням Республіки розширення римської території тривало. У завойовані землі римляни виводили колонії, які ставали форпостами подальших завоювань. Античний Рим не міг обійтися без колонізації. Низький рівень розвитку продуктивних сил обумовлював обмеження населення в полісах і тим самим відхід частини громадян в колонію. Основа її проводилася за рішенням народного зібрання, що визначало місце поселення і число колоністів. Для організації колонії обиралася комісія з трьох чоловік, яка давала їй ім’я, здійснювала контроль за розмежуванням території, виділенням в ній громадських і приватних земель і здійсненням релігійних обрядів. Практичну роботу проводили фахівці-землеміри.
Проте після відображення загальної небезпеки відношення римлян з латинами погіршали і вилилися в так звану Першу латинську війну. Вона тривала декілька років і закінчилася до 493 р. до н. е. миром. Рим вимушений був вступити в новий союз з латинами на умовах невтручання в їх внутрішні справи, взаємної військової допомоги і рівного поділу здобичі. Латини, з якими був укладений договір, складали тоді федерацію 8 міст, яка виникла, ймовірно, в період боротьби з Порсеною. Союз групувався навколо загальних святинь і культів — Юпітера Лаціарського на Альбанській горі, Юнони в Лавінії, Діани біля Немейського озера. Члени союзу були рівноправні. На чолі його стояв виборний диктатор. За місцем зборів союз називався Аріцийською федерацією, активну роль у ньому грало місто Тускул.
Слідом за Латинською війною починається черговий етап римської експансії, для якого характерні небачено високі темпи зростання римських володінь. Спричинений знаменитою військовою реформою Марка Фурія, згідно з якою змінювалася побудова римського легіону, тепер вони займали місця за віком та майстерністю.  В перших рядах йшли гастати- наймолодші представники, слідом за ними принципи — зрілі воїни, останніми йшли тріарії — ветерани, виконували резервну функцію. Був введений поділ на маніпули (військовий підрозділ, що налічував 60 солдат, 2 центуріони і 1 вексилярія). Проведено вдосконалення озброєння. Така організація війська була найсучаснішим винаходом. Завдяки їй римлянам і вдалося завоювати півсвіту.
На той час римлянам вдалося майже повністю відновити внутрішню єдність, втрачену під час боротьби патриціїв і плебеїв. Тепер вся римська громада виступила об’єднаним фронтом у бік розширення території, щоб ще раз показати всю могутність римської республіки.
Загострився антагонізм між Римом і містами Латинського союзу — федерації ЗО міст Лація (сучасн. Лаціо, Італія). У результаті розпочалася Латинська війна, що тривала з 340 до 338 р. до н. е. Повстали майже всі латинські міста. До них приєдналися жителі міста Капуя. Внаслідок війни Латинський союз перестав існувати. Римська республіка починає реорганізовувати латинський союз, підписуючи договір з кожним окремим містом, на вигідних Риму умовах; як сказали б у ті часи divide et impera!. : найближчі до Рима міста ввійшли до його складу, а їхнє населення було визнано рівноправним з римлянами, жителі ж інших латинських общин були урівняні з римлянами в громадянських правах, але їм не дано було права голосу в Народних зборах.
Всі сили Риму і підвладних йому союзників, чиє число постійно росло, особливо після перемоги у Другій латинській війні. Отже все було мобілізовано для потреб практично безперервної війни.
Супротивники Риму в паніці не здатні вистояти наодинці, починають створювати ненадійні союзи та просити допомоги у заморських царів ( Пірр — цар Епіру, що мріяв відновити «державу Александра»)

## Самнітські війни

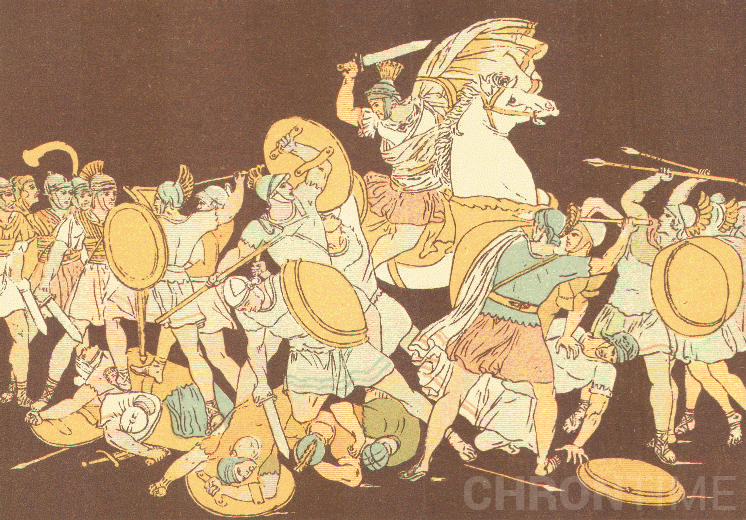
Битва при Сентині 295 р. до н.е.

Проте у подальшому галли знову вдиралися у підвладні Риму землі, але зазнали поразки і змушені були укласти мирний договір. Після затвердження римлян в південній частині Лація сусідньою з ними областю виявилася Кампанія, що не була єдиним цілим ні в етнічному, ні в політичному відношенні. В результаті утворення Самнітської федерації зміцнилося положення самнітів, гірські племена посилили свій натиск на багату, родючу Західну Кампанію. У 343 р. до н. е. вони напали на найбільше кампанске місто, Капую. Кампанці були розбиті і виявилися загнаними в Капую. У цих важких обставинах вони були вимушені звернутися по допомогу до свого сильного сусіда — Риму. Спокуса затвердитися на кампанській землі була занадто велика, і римляни зважилися на війну проти самнітів. Ця Перша самнітська війна (343—341 р. до н. е.) закінчилася перемогою Риму. Переможці розповсюдили свою владу над західними кампанцями. У Капуї і Свессі були залишені римські гарнізони.
Саме Самнітський союз, що об'єднував велику частину гірських племен Центральної і Південної Італії, був найнаполегливішим ворогом Риму. Протягом декількох десятиліть з невеликими перервами Рим вів неймовірно важку війну самнітами. Щоб перемогти, йому довелося реформувати свою армію і навчитися воювати в гірській місцевості.
Під час Другої самнітської війни (327 - 304 рр. до н.е. ) римляни понесли чи не найганебнішу поразку в своїй історії. У 321 р. до н.е. , переслідуючи в горах самнітів, римська армія потрапила в засідку в Кавдінській ущелині і була з усіх боків оточена самнітськими воїнами, які займали неприступні позиції. Опинившись в безвихідному становищі, римляни вимушені були капітулювати і укласти продиктований супротивником мир.
Вони поступилися самнітам декілька своїх фортець, видали 600 знатних заручників і винні були на вимогу ворогів роздягненими і беззбройними, пригинаючись до землі, пройти через низькі ворітця з трьох копій у формі букви П, що зовні нагадували ярмо, що надягають на волів, коли їх упрягали в плуг або у віз. Кавдінське ярмо на багато століть залишилося для римлян символом найжахливішого приниження і ганьби
Коли опісля декілька років військові дії поновилися, самніти завдали римлянам декілька поразок і двічі вторгалися в Лацій. Але зрештою римляни зуміли засвоїти уроки гірської війни, перетворити свою армію і ціною великих жертв і втрат довести війну до переможного кінця. В результаті самніти втратили захоплені ними території на рівнинах Кампанії і Південної Італії, їх відтіснили в безплідні гірські райони.
Останніми роками Другої самнітської війни римляни побудували свої перші стратегічні дороги: Аппієву, що сполучала Рим з Капуєю, і Валерієву, зведену упоперек Апеннінського півострова між Римом на його західному узбережжі і Корфінієм на східному. Римляни прагнули створити за допомогою нових завоювань широку смугу своїх володінь в центральній частині Апеннінського півострова, заселених завдяки організації муніципіїв і виведенню колоній римськими громадянами і союзниками, і таким чином звести непрохідний бар'єр між володіннями своїх непримиренних ворогів галлів на півночі і самнітів на півдні.
Римляни і на цей раз міцно утвердилися в Кампанії, що призвело до нового загострення з самнітами, і, коли римляни захопили Неаполь. Римляни реорганізували армію, створивши невеликі рухливі загони, озброєні дротиками та короткими мечами. У результаті цих нововведень римські війська здобули над самнітами та їхніми союзниками ряд перемог. Коли етруски, самніти і умбри перетнули Апенніни і пішли поруч з Сентином. Пропретор Гней Фульвій переміг етрусків.
Проте супротивники римлян не дозволили їм довести задумане до кінця. У III ст. після тривалої перерви галли, з'єднавшись з етрусками, дійшли до римських територій. Цим скористалися самніти, які поновили свій вплив у Луканії, раніше союзній Римові. Це стало приводом до Третьої Самнітської війни. У 298 р. до н.е. самніти, галли і етруски створили могутню коаліцію і напали на Рим. Так почалася третя Самнітська війна (298 - 290 рр. до н.е. ). Вирішальна битва між римлянами і об'єднаними силами їх супротивників відбулася в 295 р. до н.е. на півночі Апеннінського півострова під Сентином. У 296 до Р. Х. Квінт Фабій Максим Рулліан і Публій Децій Мус стали проконсулами і отримали шість місяців продовження їх військового командування у проведенні війни у Сентині. Публій Децій спустошував володніння самнітів, поки не вивів армію самнітів за межі своєї території.
Це був перший раз, коли Рим повинен був протистояти коаліції чотирьох народів. Ця війна мала стати найбільшою, за всю історію Риму, і два найкращих воєначальника, Квінт Фабій Максим Рулліан і Публій Децій Мус були обрані  консулами знову (до 295 р.до н.е.). Вони взяли на війну в Етрурії з чотирма легіонами (близько 40 000 чоловік), вершників і 1000 кампанських солдат. Союзники виставили ще більшу армію.

## Хід битви при Сентині
Римські загони перебували під управлінням консулів Публія Деція Муса і Квінта Фабія Максима Рулліана і становили дві повні консульські армії загальною чисельністю в 38 тисяч чоловік. Це були 4 римські легіони, посилені кавалерією, загін в одну тисячу вершників з Кампанії, 4 легіони з союзників, в першу чергу латинян, підкріплених також сильним кавалерійським загоном з союзних народів. Проти римлян виступило приблизно рівне за чисельністю військо з самнітів і галлів. Умбри і етруски, пов'язані в своїх областях операціями проти інших римських загонів, допомогти самнітам не змогли. Спроба самнітів з'єднатися з галлами була відвернена римлянами їх операцією при Камеріні, тому обидва ворожих римлянам війська до початку битви залишалися роз'єднаними.
Вороги зустрілися біля Сентина, проте два дні стояли один проти одного, готуючись до битви. Потім римляни атакували своїх супротивників. Загін Фабія Максима стояв на правому фланзі проти Самнітського війська, загін Деція Муса - на лівому проти галлів. Галлам вдалося за допомогою своїх бойових колісниць пробити широкі проломи в римських рядах. У цій сутичці загинув і римський консул Публій Децій Мус (згідно з римськими переказами, щоб дати римлянам перемогу, він закликав богів прийняти його життя як жертву). У той же час Фабій Максим розгромив самнітів і вдарив на наступаючих галлів з флангів, чим зрештою і змусив їх втікати. У цій битві також загинув і ватажок самнітів Геллій Егнатій. Великий внесок у перемогу зробив талановитий полководець Маній Курій Дентат. Він був homo novus і відрізнявся скромністю в побуті, задовольнявся малою ділянкою землі, яку обробляв сам.

## Наслідки
Самніти, крім втрати своїх союзників, зазнали важких втрат. Римляни продовжували вигравати інші бої. На заключному етапі війни, яка закінчилася п'ять років по тому, римляни спустошили Самній і самніти капітулювали. Рим отримав контроль над більшою частиною центральної Італії і частиною південної Італії.
Перемога в цій битві, що дісталася римлянам ціною важких втрат, привела до розпаду коаліції: галли і етруски уклали мир з Римом.
Був проведений п'ятирічний перепис населення; громадян нараховано 272320 людей.
Незважаючи на втрати яких зазнала Римська республіка під час цієї битви, хід подальших подій був визначений. Саме перемога на даному етапі стала фундаментом для проведення майбутніх успішних операцій.